# Charles Mills (1er baronnet)
Pour les articles homonymes, voir Charles Mills et Mills.
Charles Mills, 1er baronnet (23 janvier 1792 – 4 octobre 1872) est un banquier britannique et membre du Conseil de l'Inde.

## Biographie
Né à Papes, Hatfield, il est le troisième fils de William Mills, directeur de la Compagnie britannique des Indes orientales, et le plus jeune frère de John Mills.
Comme son père, il est en liaison avec la banque Glyn, Mills & co, en collaboration avec Sir Richard Glyn (1er baronnet) et, plus tard, son fils, George Glyn (1er baron Wolverton) et son petit-fils George Glyn (2e baron Wolverton).
Le 28 août 1822, il est nommé directeur de la Compagnie des indes, poste qu'il conserve jusqu'en 1858. Au moment de la liquidation de la Société par le Government of India Act de 1858, il est nommé au Conseil de l'Inde, agissant à titre de conseiller financier auprès du Secrétaire d'État à l'Inde jusqu'à sa démission en 1868. Il est créé baronnet, de Hillingdon Court, Middlesex, le 17 novembre 1868, pour ses services au conseil.
En 1825, il épouse Emily Cox, la fille du banquier Richard Henry Cox, de Hillingdon Maison, Middlesex. Charles construit Hillingdon Court pour servir de siège de famille. Leur fils Charles Mills (1er baron Hillingdon) reprend la banque et plus tard est élevé à la Pairie en tant que baron Hillingdon. Il est mort en 1872 à Hillingdon Court, ayant acquis un grand domaine.